# La gran vita
La gran vita (Das kunstseidene Mädchen) è un film del 1960 diretto da Julien Duvivier.
Il film è basato sul romanzo omonimo (Das kunstseidene Mädchen) di Irmgard Keun.